# Melanocinclis
Melanocinclis é um gênero de traça pertencente à família Cosmopterigidae.